# 시계공 유추
시계공 유추(watchmaker analogy or watchmaker argument) 또는 시계공 논쟁은 "하나의 설계는 한 설계자를 의미한다"라는 유추방식을 주장하는 목적론적 논증이다. 이 유추는 자연신학에서 중요한 역할을 하였다. 기독교와 자연신론(이신론) 에서 신의 존재의 논증과 우주의 지적 설계를 지지하는데 사용된 방식으로 이 분야의 논쟁에서도 중요한 역할을 하였다. 아이작 뉴턴, 르네 데카르트가 지지하였다.
르네 데카르트는 그가 발견한 물리법칙들은 시계공처럼 우주가 작동하는 기계적 완전성을 계시한다고 주장하였다. 여기서 시계공은 하나님이다. 그러나 1859년 찰스 다윈의 자연선택 이론의 출판이 이 주장들에 대해 반대적인 관점을 보였다.

## 주장

### 윌리엄 페일리
윌리엄 페일리(William Paley, 1743년 7월 – 1805년 5월 25일)는 잉글랜드의 성공회 신부이며, 기독교 옹호론자, 공리주의 철학자였다. 시계공 유추를 주장함으로써 신의 존재에 대한 목적론적 논쟁을 해설한 그의 작품 《자연신학》(Natural Theology or Evidences of the Existence and Attributes of the Deity collected from the Appearances of Nature, published, 1802)이 있다.

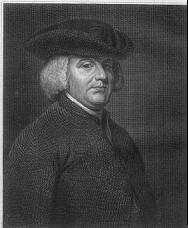
윌리엄 페일리

### 요셉 버틀러
버틀러 역시 지적 설계를 인정하였다.

### 장 자크 루쏘
루쏘 역시 시계공 이론에 주목하고 그의 책 에밀 (책)에서 언급하였다.

## 비판

### 데이비드 흄
데이비드 흄 (1711-1776년)은 페일리의 시계공 유추에 대하여 철학적 비판을 하였다.

### 찰스 다윈

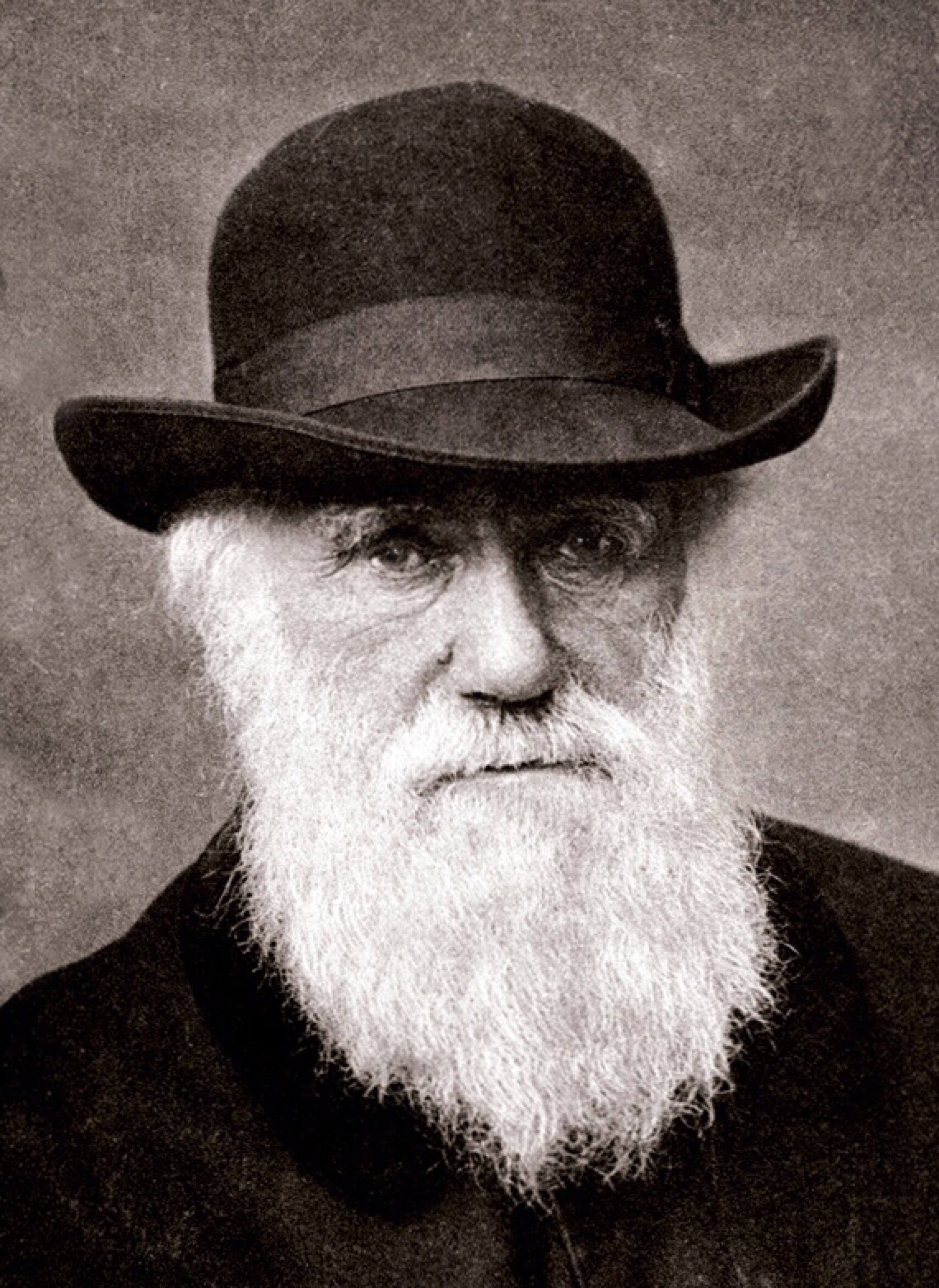
찰스 다윈 1880

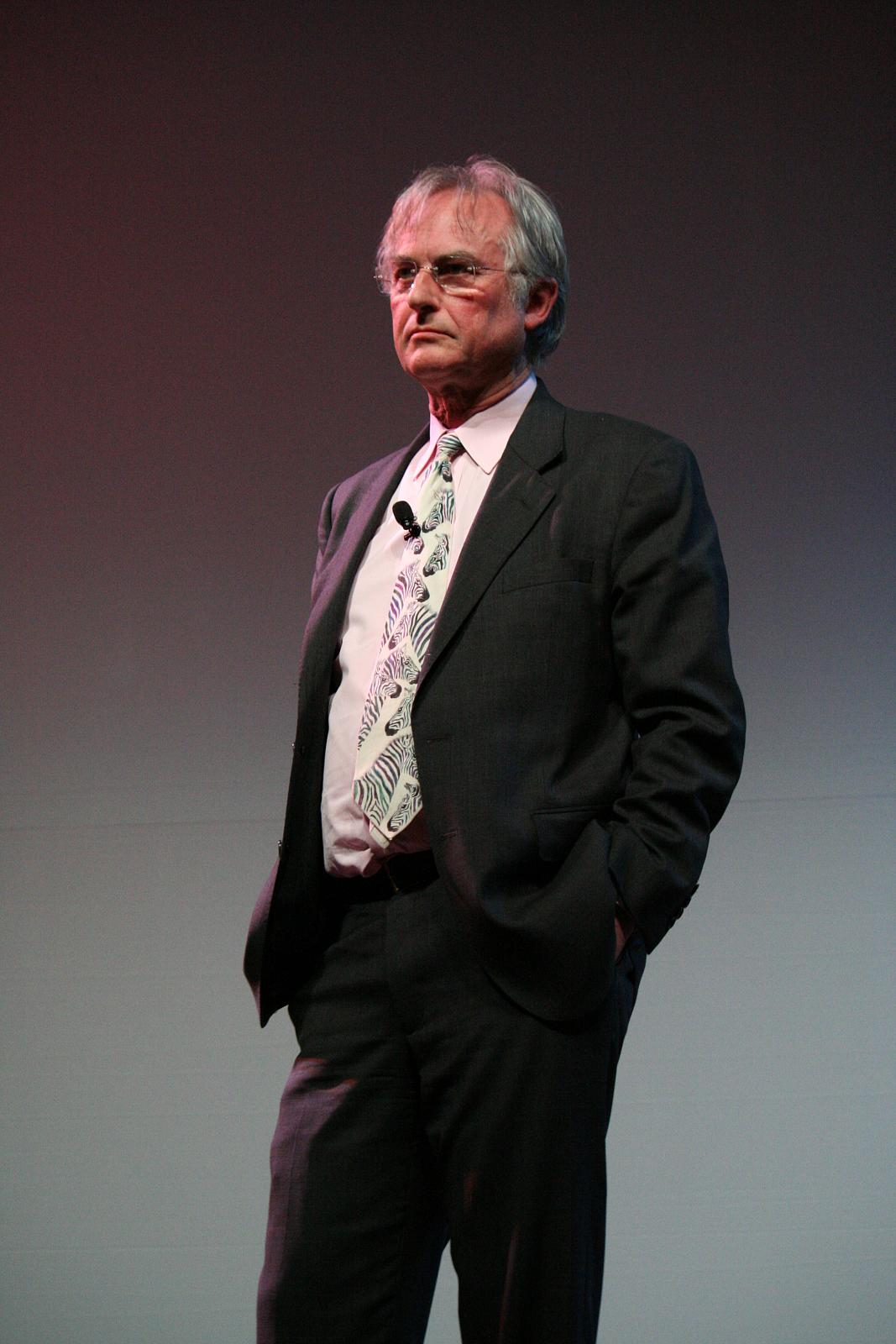
리처드 도킨스

## 현대 시대
마이클 베히와 윌리엄 뎀스키가 새로운 주창자로 나타났지만 아직까지 전문학자들에 의해서 그들이 주장하는 지적설계 이론은 설득력을 얻지 못하였다.

## 같이 보기
- 신의 존재
- 유전 알고리즘
- 틈새의 신
- 무한 원숭이 정리
- 환원 불가능한 복잡성
- 유신진화론
- 미신
- 창조과학
- 유사과학
- 축자영감설
- 성서비평학
- 이중저작설
- 진화학
- 창조주의에 대한 반론
- 창조주의

### 1차 문헌
- Paley, William (1802). 《Natural Theology, Or, Evidences of the Existence and Attributes of the Deity. Collected from the Appearances of Nature.》. Philadelphia: John Morgan.
- Richerson, Peter J.; Boyd, Robert (2005). 《Not by Genes Alone: How Culture Transformed Human Evolution》. University of Chicago Press. ISBN 0-226-71284-2.